# Roberto José Dromi
Roberto José Dromi (Mendoza, 11 de abril de 1945-Buenos Aires, 23 de noviembre de 2024)fue un abogado especialista en derecho administrativo y político argentino del Partido Justicialista.
Fue designado por la última dictadura cívico militar como intendente de la ciudad de Mendoza. Ya en democracia se desempeñó como ministro de Obras y Servicios Públicos de la República Argentina durante la presidencia de Carlos Menem, entre 1989 y 1991, debiendo renunciar al hacerse público un pedido de sobornos al frigorífico norteamericano Swift para seguir operando en el país, conocido como Swiftgate. Diseñó y llevó adelante la primera etapa del proceso de privatizaciones —que fue una de las características de la administración Menem—; él mismo se definió como «gerente de Privatizaciones» de dicho gobierno.
Entre sus acciones se destacó la privatización de la empresa Aerolíneas Argentinas y de los caminos, mediante el sistema de peajes privados. Luego de su actuación como ministro, su estudio jurídico representó a las empresas más importantes con actuación en Argentina y condujo, junto a su esposa, la Escuela de Posgrado Ciudad Argentina (Época).

## Biografía
Bajo la dictadura autodenominada Proceso de Reorganización Nacional, fue designado por el gobierno militar de la provincia de Mendoza como intendente de la ciudad de Mendoza, cargo en el que se desempeñó desde junio de 1981 a enero de 1982. Entre 1983 y 1989 fue asesor jurídico de las cámaras de Senadores y Diputados de la Nación.
En 1989 fue designado ministro de Obras y Servicios Públicos de la Nación, por el presidente Carlos Menem, desempeñándose hasta 1991. Designó como uno de sus subsecretarios a Rodolfo Barra, quien luego se desempeñaría como ministro de la Corte Suprema de Justicia de la Nación. En esa función diseñó y llevó adelante la primera etapa del proceso de privatizaciones, definiéndose a sí mismo como «gerente de privatizaciones» de dicho gobierno. En un reportaje concedido a la periodista Cristina Castello, en la revista Gente en 1990, explicó su función:

-P: ¿La privatización es un elemento o un objetivo en sí mismo?
-RD: Es un instrumento porque no somos rematadores del Estado. Significa que pasamos bienes del sector público al privado: para dinamizar la producción. Para que Doña Rosa no soporte más un estado ineficiente y para disminuir el déficit fiscal.

En dicha entrevista también garantizó que las privatizaciones significarían una mejora notable en la prestación de los servicios públicos, precisando lo siguiente en materia de ferrocarriles:

-P: Cuando se haga la concesión de ferrocarriles ¿habrá trenes para todos y a 500 kilómetros por hora, como dijo el presidente?
-RD: No, habrá trenes que correrán a doscientos kilómetros por hora, en un plazo de dos años. Lo garantizo.

Entre las privatizaciones gerenciadas por Dromi se destacó la venta de la empresa Aerolíneas Argentinas, por entonces la primera empresa aeronáutica de Sudamérica, comprada por la empresa española Iberia, aunque el propio Dromi ha declarado que el verdadero comprador fue la Corona de España. La privatización de Aerolíneas Argentinas, ha sido muy cuestionada, destacándose el hecho de que sólo Iberia se presentó como ofertante, durante el proceso de venta, así como la existencia de un rubro contable titulado como «gastos de instalación», de 78 millones de dólares, al que se le ha atribuido encubrir pagos de sobornos.
Las irregularidades del proceso privatizador de Aerolíneas Argentinas fueron señaladas inicialmente por el inspector general de Justicia Alberto González Arzac. Sobre la base de ese dictamen, el diputado nacional Moisés Fontela presentó el 4 de julio de 1990, un recurso de amparo ante el juez Oscar Garzón Funes con el fin de ordenar al Ministerio de Obras Públicas que modificara el tipo de sociedad con el que se iba a vender Aerolíneas Argentinas. El juez Garzón Funes sospechó de inmediato que podría tratarse de "un complot" para realizar "el vaciamiento y el despojo" de la línea de bandera argentina, y solicitó un informe a Roberto Dromi, en su condición de ministro de Obras y Servicios Públicos.
Dromi se presentó al juez solicitando el rechazo del amparo y una hora después inició ante la Corte Suprema un expediente caratulado "Dromi, José R. s/ avocación en Fontela, Moisés E. c. Estado nacional", solicitando que el máximo tribunal se avocara a conocer directamente en la causa per saltum, es decir sin necesidad de que la misma fuera analizada ni sentenciada por los tribunales de primera y segunda instancia. La Corte Suprema, que había sido recientemente ampliada de modo de contener una mayoría de miembros designados por el presidente Menem, aplicó la medida solicitada por el ministro Dromi, y resolvió que el proceso de privatización de Aerolíneas Argentinas cumplía con todos los requisitos legales y que no podía ser detenido por la presentación del diputado Fontela. El fallo, dictado el 6 de septiembre de 1990, es una sentencia clásica del Derecho argentino, tanto por su importancia al admitir el recurso per saltum, como por la habilitación jurídica del proceso de privatizaciones que había comenzado a llevar a cabo el presidente Menem. Asimismo, la decisión de la Corte ha sido muy criticada, tanto por sus implicancias políticas y jurídicas, como por las irregularidades en su tramitación.
Con posterioridad a su privatización, Aerolíneas Argentinas sufrió graves problemas económicos, hasta que en 2008, fue reestatizada bajo el gobierno de la presidenta Cristina Fernández de Kirchner. La justicia dictaminó que la privatización de la empresa fue un acto ilegal de corrupción. Pese a ello Roberto Dromi no podría ser penalmente perseguido, debido a que prescribió la acción penal que podría habérsele abierto. El Grupo Marsans transfirió temporalmente en 2001 aviones propiedad de Aerolíneas Argentinas.
Dromi intervino también en el proceso de privatización de caminos, mediante peaje, que transformó profundamente el sistema de gestión y uso de las rutas terrestres en Argentina. En 1999, el ingeniero Guillermo Laura, quien fuera secretario de Obras Públicas de la Ciudad de Buenos Aires durante la dictadura autodenominada Proceso de Reorganización Nacional (1976-1983), acusó a Dromi de haber recibido sobornos por 7 millones de dólares en el curso de las privatizaciones de rutas.
En el marco de la política de desregulación y privatizaciones llevada adelante por el presidente Menem, Dromi fue autor junto con Barra, del proyecto que dio origen a la Ley de Reforma del Estado de 1989. Según sus propias declaraciones fue suya la idea de incorporar al gobierno a María Julia Alsogaray, una política conservadora que se constituyó en uno de los funcionarios más influyentes del gobierno de Menem. El 14 de enero de 1991 Dromi cesó como ministro al disponer el presidente Menem el traspaso de sus funciones al Ministerio de Economía
Luego de su desempeño como ministro, Dromi comenzó a representar como abogado a importantes empresas, llegando a facturar 500.000 dólares mensuales, según sus propias declaraciones. Entre sus clientes se encuentran importantes empresas multinacionales españolas y la arquidiócesis de Buenos Aires de la Iglesia católica.
Dromi volvió a la función pública al ser designado por el presidente Menem como Secretario de Estado para la Reforma del Derecho entre 1993 y 1997. Cesado en su cargo continuó como asesor ad honorem del presidente.
En 2008 la justicia ordenó un embargo de 108 millones de pesos contra Dromi y otros funcionarios del gobierno del presidente Menem, por una presunta venta irregular de terrenos de Radio Nacional.
En 2013 el exfuncionario de la dictadura militar Guillermo Laura afirmó que un grupo de empresas viales pagaron US$ 7 millones en sobornos a Roberto Dromi para ganar las concesiones de rutas con peaje. El segundo caso denunciado es la preadjudicación del Proyecto Red de Accesos Metropolitanos por el que el consorcio de empresas pagó un soborno de 2.000.000 de dólares a Roberto Dromi, entonces ministro de Obras Públicas.
Falleció el 23 de noviembre de 2024, a los 79 años, tras sufrir una arritmia.

## Actividad académica
Se desempeñó en la actividad docente en varias universidades de la Argentina (Mendoza, Tucumán,  Buenos Aires, del Salvador), España (Madrid) y Francia (París).

## Publicaciones
Ha varios libros sobre derecho administrativo, político, constitucional, de la integración y urbanismo, y más de 200 artículos en revistas especializadas. Entre ellos:
- Instituciones de Derecho Administrativo, Astrea, 1978.
- Manual De Derecho Administrativo, Astrea, 1987.
- Código del Mercosur' (8 tomos), Ciudad Argentina, ISBN 987-507-189-7.
- El procedimiento administrativo, Ciudad Argentina, 1999.
- Las ecuaciones de los contratos públicos, Ciudad Argentina, 2001.
- Sistema y valores administrativos, Ciudad Argentina, 2003.
- El derecho público en la hipermodernidad: novación del poder y la soberanía, competitividad y tutela del consumo, gobierno y control no estatal, Ciudad Argentina, 2005.
- "Ciudad y municipio: gerenciamiento local y regional", Ciudad Argentina - Hispania Libros, 2007.
- La revolución del desarrollo: innovaciones en la gestión pública, Ciudad Argentina, 2015.
- Acto administrativo, Ciudad Argentina, 2008.
- Telecomunicaciones: interconexión y convergencia tecnológica, Ciudad Argentina, 2008.
- "Licitación pública", Ciudad Argentina - Hispania Libros, 2017
- "Derecho administrativo", 2 tomos, Ciudad Argentina - Hispania Libros, 2015
- "Gobernabilidad territorial. Ordenar el espacio con equidad para el desarrollo",Ciudad Argentina - Hispania Libros, 2011.